# 奧田站
奧田站（日语：／ Okuda eki */?）是位於日本愛知縣稻澤市奧田大門町木之內，屬於名古屋鐵道（名鐵）名古屋本線的鐵路車站。車站編號為NH46。

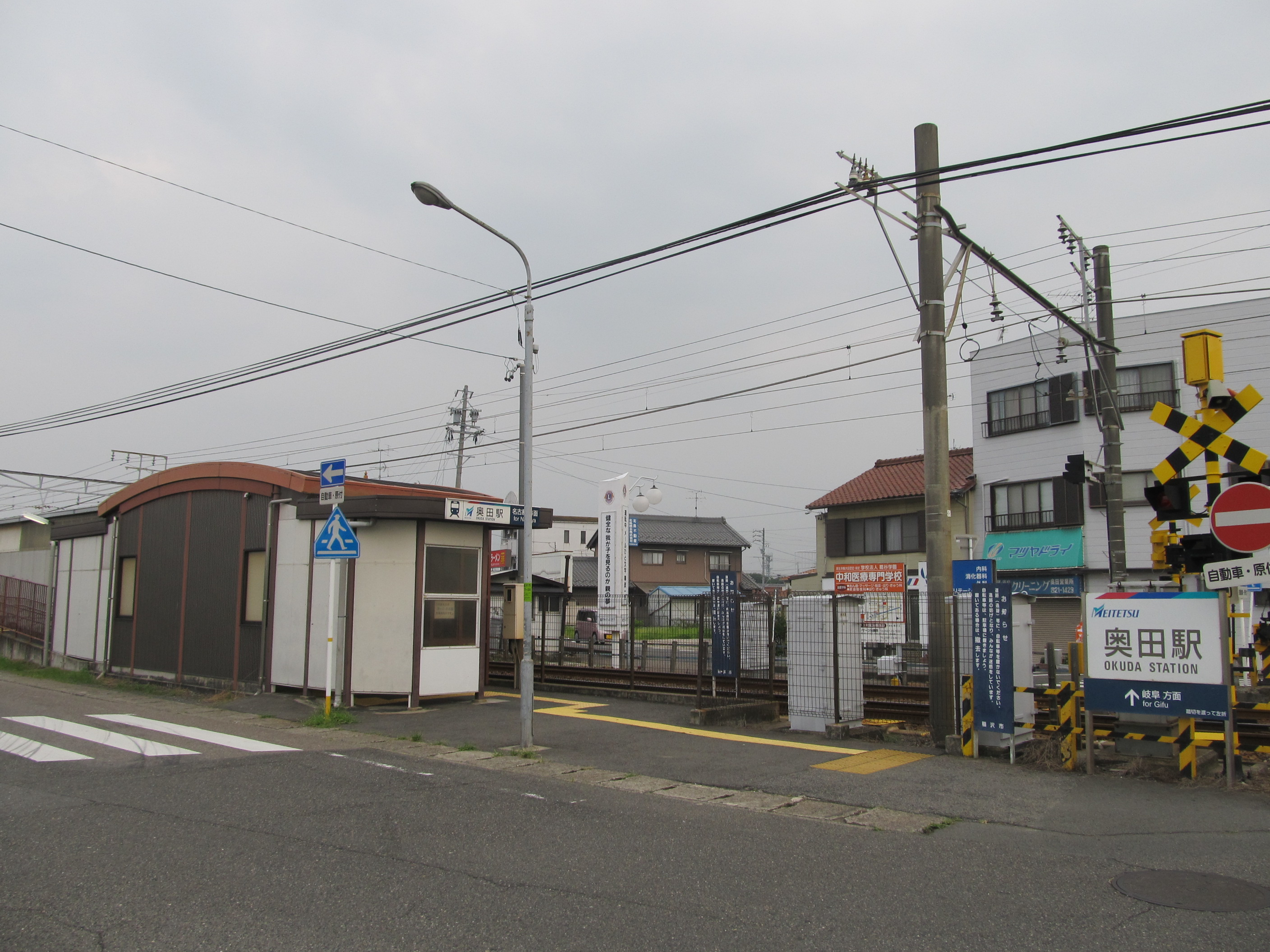
往名古屋方向的站房(2013年7月)

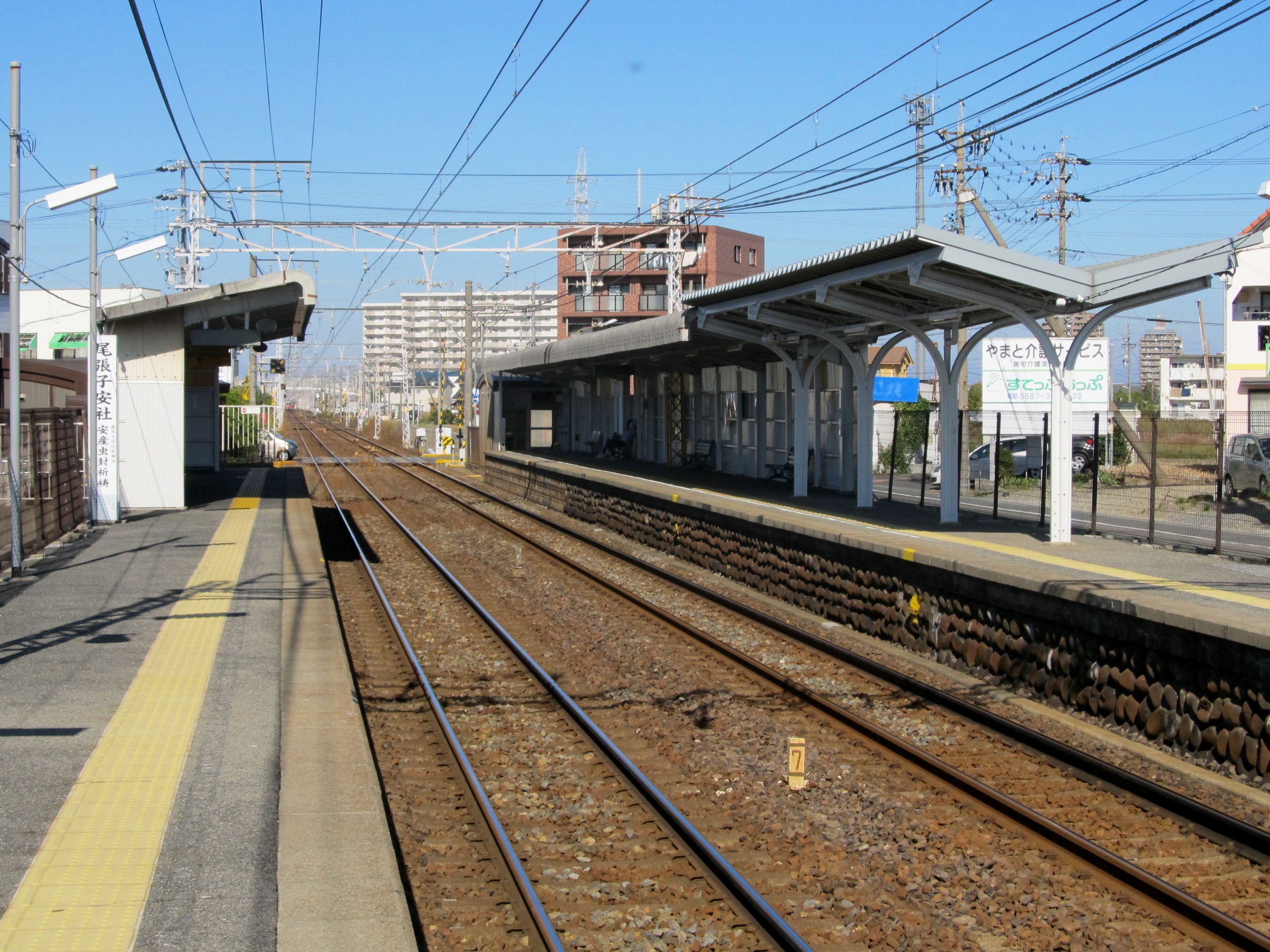
月台(2020年11月)

## 車站構造
本站為對向式月台2面2線的地面車站。
| 月台     | 路線       | 方向 | 目的地                 |
| -------- | ---------- | ---- | ---------------------- |
| （西側） | 名古屋本線 | 下行 | 名鐵一宮、名鐵岐阜方向 |
| （東側） | 名古屋本線 | 上行 | 名鐵名古屋、金山方向   |

### 配線圖
| ← 名古屋方向    | 奧田站 構內配線略圖 | → 一宮、 岐阜方向 |
| 图例 参考文献： |                     |                   |

## 相鄰車站
名古屋鐵道
 名古屋本線
□μ-SKY、□快速特急、□快速特急、■特急、□快速急行（特別停車）、■急行、■準急
通過
■普通
大里（NH45）－奧田（NH46）－國府宮（NH47）

## 外部連結
- 奧田 - 名古屋鐵道